# Philobota
Philobota är ett släkte av fjärilar. Philobota ingår i familjen praktmalar, Oecophoridae.

## Bildgalleri

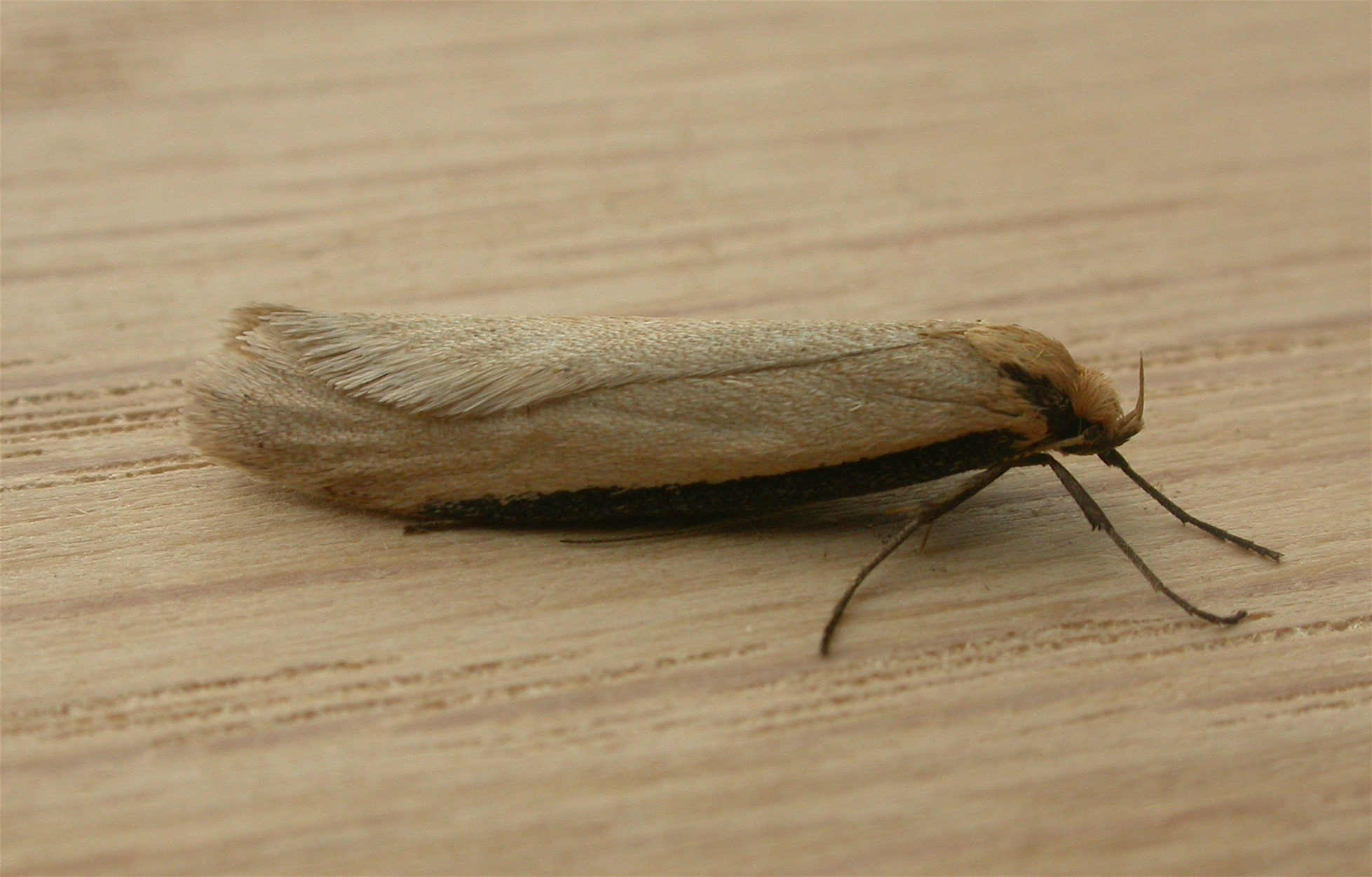
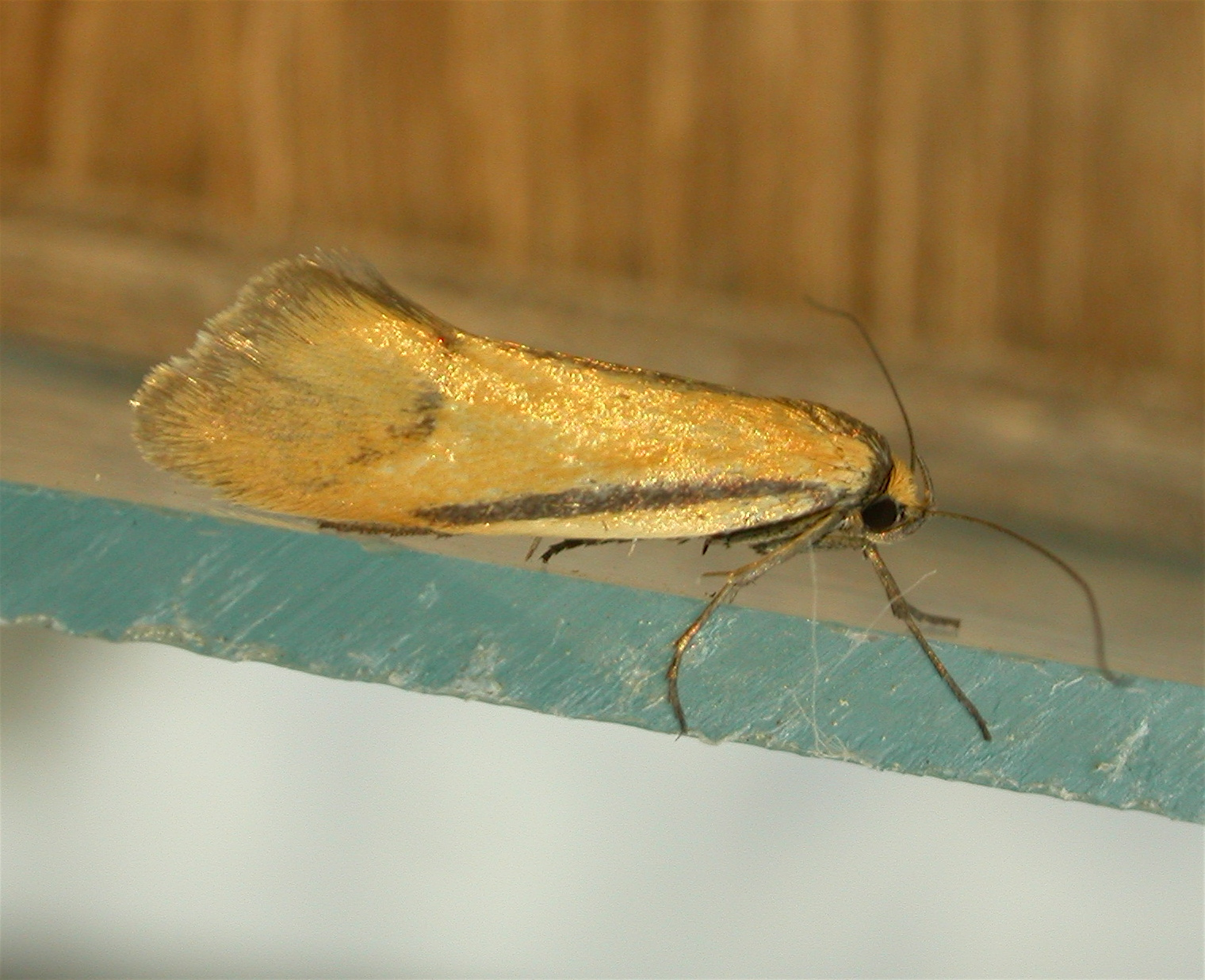

## Dottertaxa tillPhilobota, i alfabetisk ordning[1]
- Philobota acompsa
- Philobota acrobaphes
- Philobota acroplaca
- Philobota acropola
- Philobota acrotropa
- Philobota acutella
- Philobota adaptatella
- Philobota aedophanes
- Philobota aeolias
- Philobota aethalea
- Philobota aetopis
- Philobota agnesella
- Philobota agrapha
- Philobota aletis
- Philobota allocota
- Philobota alloea
- Philobota alypa
- Philobota amalodes
- Philobota amblopis
- Philobota amblys
- Philobota amechana
- Philobota ameles
- Philobota amenena
- Philobota amissella
- Philobota amoebaea
- Philobota amphilyca
- Philobota amphitoxa
- Philobota anachorda
- Philobota anarrecta
- Philobota anazancla
- Philobota ancylotoxa
- Philobota anisochroa
- Philobota annularis
- Philobota anthophora
- Philobota antipodella
- Philobota aphanes
- Philobota aplasta
- Philobota apricata
- Philobota arabella
- Philobota archedora
- Philobota archescia
- Philobota argyrodes
- Philobota athletica
- Philobota atmobola
- Philobota auantis
- Philobota auriceps
- Philobota aurinatella
- Philobota automima
- Philobota auxolyca
- Philobota auxoscia
- Philobota axiota
- Philobota basatra
- Philobota biophora
- Philobota borborodes
- Philobota botryitis
- Philobota brachyomis
- Philobota bracteatella
- Philobota brochosema
- Philobota calamochroa
- Philobota callichrysa
- Philobota calliophthalma
- Philobota caminias
- Philobota camposema
- Philobota campyla
- Philobota campylosema
- Philobota cardinalis
- Philobota carinaria
- Philobota catachrysa
- Philobota catalampra
- Philobota catascia
- Philobota cataxera
- Philobota catharopa
- Philobota causta
- Philobota centromita
- Philobota centrotherma
- Philobota ceratina
- Philobota chalcoxantha
- Philobota charaxias
- Philobota chiastis
- Philobota chionoleuca
- Philobota chionoptera
- Philobota chrysanthes
- Philobota chrysopotama
- Philobota chrysozona
- Philobota cinetica
- Philobota cirrhodes
- Philobota cnecopis
- Philobota concisella
- Philobota coniodes
- Philobota coniortia
- Philobota contentella
- Philobota cremantis
- Philobota crocobapta
- Philobota crococephala
- Philobota crocodes
- Philobota crocopleura
- Philobota crustulata
- Philobota crypsichola
- Philobota crypsileuca
- Philobota curriculata
- Philobota dasycopa
- Philobota declivis
- Philobota declivisella
- Philobota dejunctella
- Philobota delicia
- Philobota delosema
- Philobota delosticta
- Philobota diacrita
- Philobota diaereta
- Philobota diffusa
- Philobota dilechria
- Philobota dimochla
- Philobota diphracta
- Philobota disema
- Philobota dryinota
- Philobota dulcescens
- Philobota eccleta
- Philobota echidnias
- Philobota egelida
- Philobota electrodes
- Philobota ellenella
- Philobota enchalca
- Philobota ennephela
- Philobota eocrossa
- Philobota epiplasta
- Philobota epitoxa
- Philobota eremosema
- Philobota ergatis
- Philobota eriscota
- Philobota erythrotaenia
- Philobota euageta
- Philobota euarmosta
- Philobota eucrita
- Philobota euctista
- Philobota eudela
- Philobota eugramma
- Philobota euneta
- Philobota eurytoxa
- Philobota euryzona
- Philobota eutelopis
- Philobota euxantha
- Philobota flaccida
- Philobota futilis
- Philobota gephyrodes
- Philobota geraeopa
- Philobota germinalis
- Philobota gilvella
- Philobota glaucoptera
- Philobota goniotypa
- Philobota grammidias
- Philobota grammophora
- Philobota graphica
- Philobota griseicostella
- Philobota gummosa
- Philobota gymnastica
- Philobota gypsomera
- Philobota habrodes
- Philobota habrosema
- Philobota hapala
- Philobota haplogramma
- Philobota hapula
- Philobota hecatella
- Philobota hemeris
- Philobota hemicroca
- Philobota herodiella
- Philobota heterophaea
- Philobota hiracistis
- Philobota holocrossa
- Philobota holocycla
- Philobota humerella
- Philobota hydara
- Philobota hylophila
- Philobota hyphanta
- Philobota hypocausta
- Philobota idea
- Philobota ignava
- Philobota immemor
- Philobota impletella
- Philobota incompta
- Philobota innocens
- Philobota interlineatella
- Philobota intricata
- Philobota ioplaca
- Philobota iosema
- Philobota iphigenes
- Philobota irakella
- Philobota irruptella
- Philobota isolitha
- Philobota isomora
- Philobota lathicentra
- Philobota latifissella
- Philobota leptomita
- Philobota leucocosma
- Philobota leucomitra
- Philobota leucozancla
- Philobota limenarcha
- Philobota limonia
- Philobota lithochlora
- Philobota lochitis
- Philobota lochmaula
- Philobota lonchota
- Philobota loxographa
- Philobota lysizona
- Philobota madida
- Philobota malacopis
- Philobota marcens
- Philobota marginella
- Philobota mechanica
- Philobota megalocentra
- Philobota melanoglypta
- Philobota melanoploca
- Philobota melanoxantha
- Philobota melichrodes
- Philobota melirrhoa
- Philobota melodora
- Philobota menodora
- Philobota mesodesma
- Philobota metachroa
- Philobota metacneca
- Philobota metria
- Philobota micranepsia
- Philobota microchlora
- Philobota microschema
- Philobota microxantha
- Philobota mitoloma
- Philobota modesta
- Philobota moestella
- Philobota molliculella
- Philobota monadelta
- Philobota monogramma
- Philobota monolitha
- Philobota monoloncha
- Philobota monophaes
- Philobota mychias
- Philobota mylothris
- Philobota mysticodes
- Philobota nephelarcha
- Philobota nephelota
- Philobota niphias
- Philobota noserodes
- Philobota notiodes
- Philobota notomolybda
- Philobota obliviosa
- Philobota occidua
- Philobota ocellaris
- Philobota ochrochoa
- Philobota ochrolitha
- Philobota ochronota
- Philobota ochrosticta
- Philobota ocularis
- Philobota olympias
- Philobota omichlota
- Philobota omotypa
- Philobota ophiodes
- Philobota orescoa
- Philobota orestera
- Philobota orgiastis
- Philobota orinoma
- Philobota oriphaea
- Philobota orphnaea
- Philobota orphnites
- Philobota orthogramma
- Philobota orthomita
- Philobota orthomochla
- Philobota orthotoma
- Philobota otiosa
- Philobota oxysema
- Philobota pactolias
- Philobota panarcha
- Philobota paracycla
- Philobota parasema
- Philobota partitella
- Philobota passalias
- Philobota pentamera
- Philobota personata
- Philobota phaedropa
- Philobota phaeocephala
- Philobota phaeochyta
- Philobota phauloscopa
- Philobota phloeomima
- Philobota phoenopasta
- Philobota physaula
- Philobota picraula
- Philobota pilidiota
- Philobota placochorda
- Philobota platyptera
- Philobota poliocneca
- Philobota poliocrossa
- Philobota polybotrya
- Philobota pretiosella
- Philobota productella
- Philobota profuga
- Philobota propriella
- Philobota protecta
- Philobota protorthra
- Philobota pruinosa
- Philobota psilopla
- Philobota pulverea
- Philobota pycnotypa
- Philobota pyrocentra
- Philobota pyrrhophara
- Philobota rasilis
- Philobota scieropa
- Philobota sciocrossa
- Philobota semifulva
- Philobota semiticella
- Philobota sigmophora
- Philobota siphonistis
- Philobota sobrina
- Philobota solaris
- Philobota sophia
- Philobota sphenoleuca
- Philobota spodotis
- Philobota stella
- Philobota stenosema
- Philobota stereosema
- Philobota stipulata
- Philobota subductella
- Philobota synauges
- Philobota syntropa
- Philobota tanaostola
- Philobota tarsyntis
- Philobota terpnopis
- Philobota tessaradisca
- Philobota tetradelta
- Philobota tetragona
- Philobota tharsyntis
- Philobota theorica
- Philobota thermophanes
- Philobota thiodes
- Philobota thiogramma
- Philobota topica
- Philobota transactella
- Philobota trichroa
- Philobota trijugella
- Philobota trimeris
- Philobota triplectis
- Philobota trivia
- Philobota tyroxantha
- Philobota vera
- Philobota vilis
- Philobota xanthiella
- Philobota xanthocoma
- Philobota xanthodisca
- Philobota xanthoprepes
- Philobota xesta
- Philobota xiphostola
- Philobota xylochroa
- Philobota zanclotoma
- Philobota zanclotypa
- Philobota zonostola
- Philobota zophospila